# Zimbabwe ai Giochi della XXXI Olimpiade
Lo Zimbabwe ha partecipato ai Giochi della XXXI Olimpiade, che si sono svolti a Rio de Janeiro, Brasile, dal 5 al 21 agosto 2016, con una delegazione di trenta atleti impegnati in sette discipline. Portabandiera alla cerimonia di apertura, così come a Londra 2012, è stata la nuotatrice Kirsty Coventry, alla sua quinta olimpiade.
Si è trattato della decima partecipazione di questo paese ai Giochi estivi. Non sono state conquistate medaglie.

## Partecipanti

### Atletica leggera
- 100 m maschili - 1 atleta (Gabriel Mvumvure)
- 200 m maschili - 1 atleta (Tatenda Tsumba)
- Maratona maschile - 3 atleti (Wirimai Juwawo, Pardon Ndhlovu, Cuthbert Nyasango)
- Maratona femminile - 1 atleta (Rutendo Nyahora)

### Calcio
- Squadra femminile - 18 atlete (Chido Dringirai, Lynett Mutokuto, Shiela Makoto, Nobuhle Majika, Emmalulate Msipa, Talent Mandaza, Rudo Neshamba, Rejoice Kapfumvuti, Samkelisiwe Zulu, Mavis Chirandu, Daisy Kaitano, Marjory Nyaumwe, Erina Jeke, Eunice Chibanda, Rutendo Makore, Lindiwe Magwede, Kudakwashe Basopo, Felistas Muzongondi)

### Canottaggio
- Singolo maschile - 1 atleta (Andrew Peebles)
- Singolo femminile - 1 atleta (Micheen Thornycroft)

### Equitazione
- Completo individuale - 1 atleta (Camilla Kruger)

### Nuoto
- 100 m stile libero maschili - 1 atleta (Sean Gunn)
- 100 m dorso femminili - 1 atleta (Kirsty Coventry)
- 200 m dorso femminili - 1 atleta (Kirsty Coventry)

### Tiro
- Double trap maschile - 1 atleta (Sean Nicholson)

### Tiro con l'arco
- Individuale maschile - 1 atleta (Gavin Sutherland)